# Louis Gad
Louis Gad S.A. est une ancienne entreprise française de la filière porcine, qui concevait, produisait et commercialisait des produits alimentaires à base de viande de porc. Elle est intégrée en 2011 au Groupe CECAB et est placée en redressement judiciaire en 2013.

## Historique

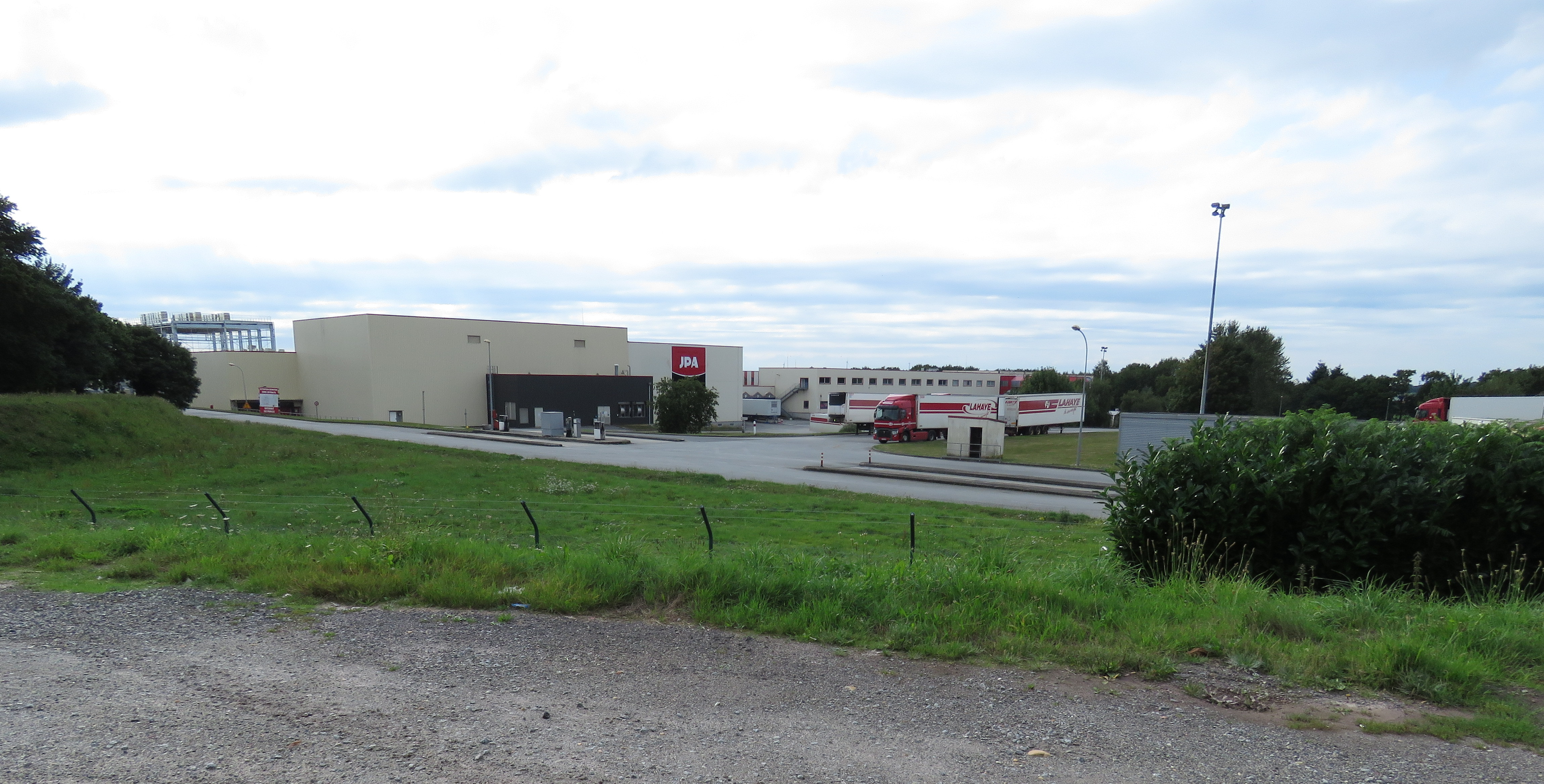
Ex-abattoir GAD à Josselin, après reprise par le groupe Les Mousquetaires.

Elle est fondée par Louis Gad en 1956 à Lampaul Guimiliau. Lorsqu'il prend sa retraite en 1983, elle compte 208 salariés et ses enfants prennent le relais à la tête de l'entreprise.   
En 2001, Gad prend 40 % du capital de l'entreprise de découpe et de salaison Morand, à Saint-Nazaire en Loire-Atlantique. Le groupe Prestor entrre au capital de Gad. En 2008, le Groupe CECAB entre à son tour dans le capital de Gad. En 2010, elle emploie environ 2 500 personnes.  

## Rachat et déclin
Gad passe sous le contrôle de la CECAB en janvier 2011 à la suite du départ à la retraite de Loïc Gad.
Déficitaire depuis 2008 en raison d'une baisse de la consommation de viande porcine et d'une intense concurrence européenne, le groupe GAD est en redressement judiciaire à compter du 22 février 2013. Le 11 octobre 2013 le tribunal de commerce de Rennes évite la liquidation judiciaire du Groupe GAD en validant le plan de continuation du Groupe CECAB. Les sites de Lampaul-Guimiliau, Saint-Martin-des-Champs et St Nazaire ferment et seul le site de Josselin reste actif. 889 suppressions de poste, en majorité à Lampaul-Guimiliau, ont lieu sur les 1700 salariés du groupe.

## Polémique avec Emmanuel Macron
Le 17 septembre 2014, Emmanuel Macron, ministre de l'Économie, crée la polémique en déclarant que les employées de Gad sont « pour beaucoup illettrées », avant de regretter ses propos.